# Sergueï Loban
Sergueï Vitalievitch Loban (en russe : Сергей Витальевич Лобан (3 septembre 1972, Moscou) est un réalisateur russe.

## Biographie
Sergueï Loban est né à Moscou. Il est diplôme de l' Institut d'électronique et de mathématique de Moscou. En 1995, il crée un club underground sur un  ponton abandonné sur les rives de la Moskova. Ce club devient un centre de la sous-culture de Moscou. Il travaille ensuite comme réalisateur sur Pierviy Kanal, pour l'émission Jusque 16 ans et plus. En même temps, il fait la connaissance de participants de l'association artistique de la contre-culture : Pour un art anonyme et gratuit, parmi lesquels Marina Patapova et Dmitri Model. Avec ses amis du groupe Zaibi, il crée l'association SVOI2000 (Pour un art anonyme et gratuit). En 2001, à la demande du journal biélorusse Navinki, il réalise le film  Quelque chose avec un garçon (Sloutchaï s patsanom) sur un scénario d'un des leaders de l'underground biélorusse, Liochi Tchikanossa. Sloutchaï s patsanom est réalisé avec un budget de 1 000 $ et obtient le grand-prix du festival de Moscou :  Aimer le cinéma. En 2002, il réalise un court-métrage intitulé Sossi Banane. En 2001 il réalise aussi un drame fantastique sous le titre Poussière, qui , sans que l'on sache pourquoi, n'est diffusé qu'en 2005. Ce film a remporté de nombreux prix dont celui de la critique de cinéma russe lors du  Festival international du film de Moscou 2005. En 2010 il réalise le film Shapito Show, qui obtient le prix du Jury du Festival international du film de Moscou 2011. En 2011, il a réalisé un documentaire sur Piotr Mamonov, avec lequel il a collaboré pour deux de ses films précédents. Le titre du film est Mamon-Loban.
Katerina Souverina, historienne russe du cinéma, dans son chapitre consacré au regard des cinéastes contemporains sur la réalité post-soviétique, prend comme exemple le film de Loban Poussière. Son titre rappelle, utilement pour éclairer son propos, que l'essence de la société soviétique était un travail d'effacement de la personne, une réduction à la Poussière de l'Histoire (par exemple dans la répression stalinienne). Ce film raconte une étrange expérience de la création d'un corps d'homme idéal. La caméra crée un effet de réalité de genre documentaire sur l'histoire d'un raté, rôle joué par Alexeï Podolski, qui devient cobaye pour réaliser son rêve d'avoir un beau corps. L'approche documentaire est un procédé essentiel chez plusieurs autres jeunes cinéastes russes.

## Filmographie
- 2001 —  Sloutchaï s patsanom (Quelque chose avec un garçon) (court métrage)
- 2002 — Sossi-banane (court métrage, comédie musicale)
- 2005 — Téléviseur (court-métrage),
- 2005 — Poussière (film)
- 2011 — Mamon-Loban (documentaire sur Piotr Mamonov)
- 2011 — Shapito Show